# Poorter

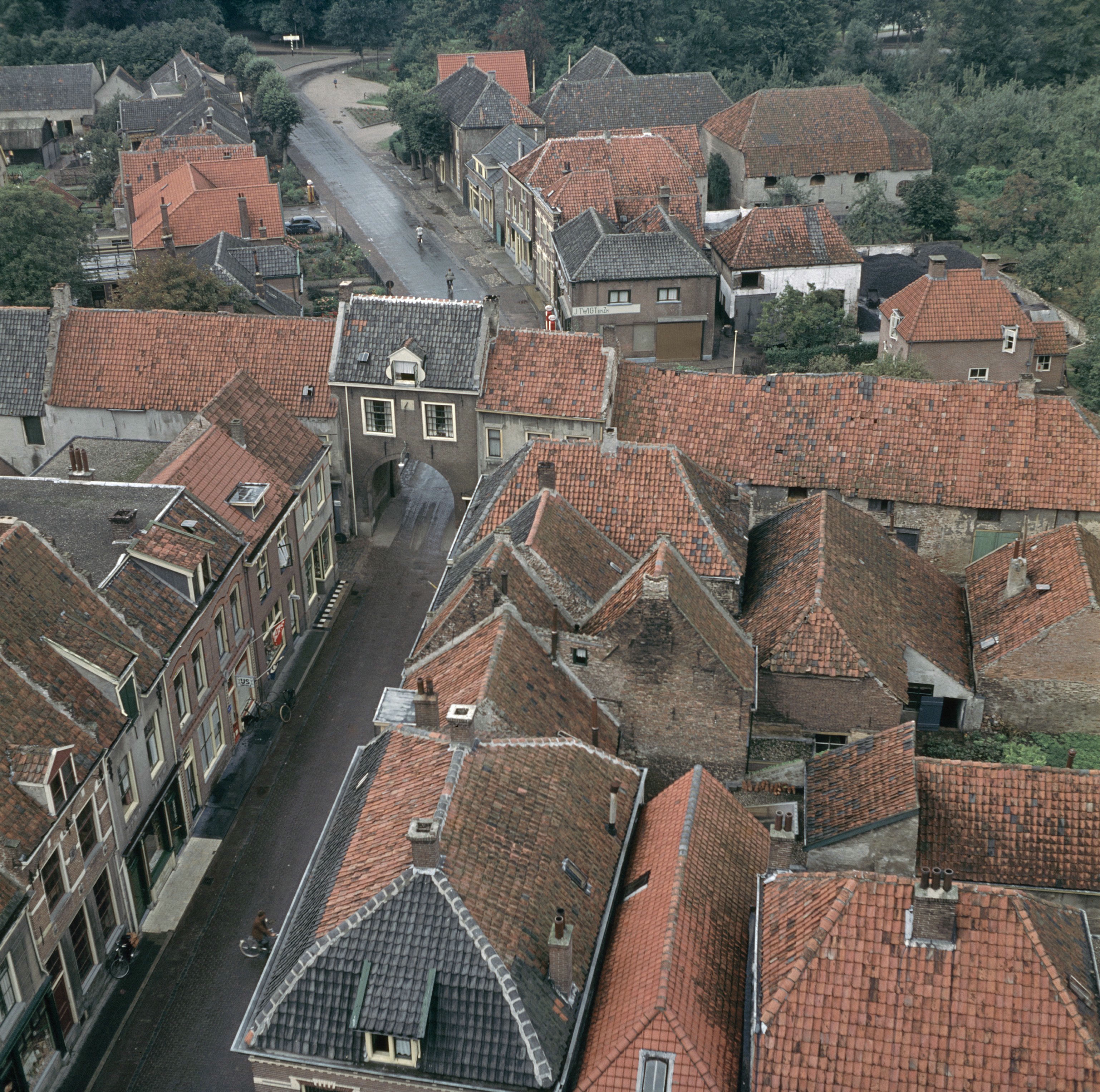
Stadspoort in Buren vanaf de kerk gezien

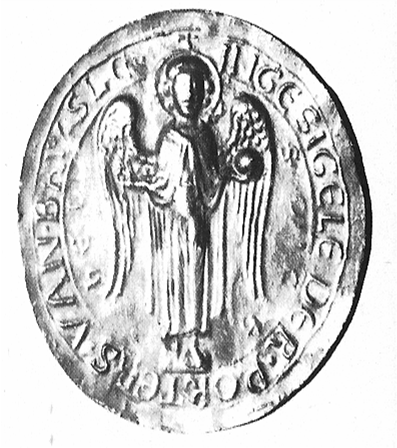
Een zegel van de poorters van Brussel uit 1257 (randschrift: INGESIGELE · DER · PORTERS · VAN · BRUSLE)

Poorter is een in de Nederlanden voorkomende historische benaming voor een burger die zich het recht verworven had binnen de poorten van een plaats met stadsrechten te wonen en die bijzondere politieke en economische rechten genoot. Het statuut was in principe erfelijk maar kon ook worden gekocht. In dat laatste geval was voor het poorterrecht registratie nodig bij een magistraat van de stad, in Brussel bijvoorbeeld bij de amman. In de Nederlanden verdwenen de voorrechten na de Franse invasie en afschaffing van het ancien régime in 1794-1795. Er was onderscheid tussen de gewone inwoners van de stad (ingezetenen) en de poorters, die een hoger aanzien genoten vanwege hun afkomst, opleiding, inkomsten, vakmanschap enzovoorts.
De aspirant-burger moest voor het verkrijgen van burgerrechten een zekere som geld betalen om te bewijzen dat hij niet armlastig was en in eigen onderhoud kon voorzien. Er waren religieuze restricties en in tal van steden konden Joden tot aan de Franse Revolutie geen burger worden. Ook moest hij, na betaling, een eed afleggen. Uit de stadsrekeningen van 's-Hertogenbosch blijkt dat in 1693 na het afleggen van de eed 6 guldens, 4 stuivers en 8 oortjes betaald moest worden om poorter te worden, een behoorlijk bedrag. Sommige steden, zoals Deventer, kenden ook grootburgers, die meer rechten hadden dan de gewone burgers. Ze moesten dan meer betalen. Ook kon een vrouw poorter worden door met een poorter te trouwen en werden de kinderen uit een poortershuwelijk automatisch ook poorter.
De stad was omringd door een stadsmuur en een gracht en bood daarmee een zekere mate van veiligheid en bescherming aan haar burgers (poorters). 's Avonds tegen donker werden de stadspoorten gesloten door de poortwachter. De sleutels van de stad werden bij een burgemeester ingeleverd en de volgende dag weer opgehaald. De gehele burgerij van een stad werd soms poorterij genoemd.

## Rechten en plichten
De poorter had het recht om lid te worden van een gilde en ook voor bestuurlijke functies kwam hij in aanmerking. Ook genoot hij het burgerrecht. De poorter hoefde geen tol te betalen en mocht ook rechtszaken aanspannen. Wanneer de poorter overleed, hadden de kleine kinderen van de poorter het recht om opgenomen te worden in een burgerweeshuis, dat een betere verzorging bood dan een gewoon weeshuis of armenhuis.
Het bijzondere recht van de grootburger was dat hij zijn vee mocht laten grazen op de stadsweide.
De burgerplicht bestond hierin dat hij belastingplichtig was en aan de kosten voor de verdediging van de stad en het onderhoud van de verdedigingswerken moest bijdragen.

## Buitenpoorter
Een buitenpoorter, ook wel hagepoorter, landpoorter of paalburger, was iemand die de burgerrechten van een stad genoot, maar buiten de muren woonde. Deze status bestond over de hele Nederlanden, maar vooral in de Zuidelijke Nederlanden. Wat het begrip precies inhield, kon van stad tot stad variëren. Meestal waren het adellijken die het buitenpoorterschap van een stad bezaten, maar soms ook andere groepen, zoals in Maastricht de molenaars van de watermolens op de Jeker.
Het buitenpoorterschap werd niet door de kinderen overgeërfd. Wie het buitenpoorterschap wilde verkrijgen, moest poortersgeld betalen. De buitenpoorter was echter vrijgesteld van belasting aan de heer van het gebied, bijvoorbeeld het recht van de heer om bij overlijden het beste stuk grond te kiezen uit de erfenis. De buitenpoorter viel niet onder de wetgeving van de plaatselijke heer, maar onder de wettelijke regelingen van de stad waarvan hij het buitenpoorterschap had. Daarnaast konden steden hun buitenpoorters oproepen voor deelname aan stedelijke milities. Dit kon nadelig zijn voor de adel en de clerus, die inkomsten misten van welgestelde buitenpoorters. De graven van Vlaanderen probeerden om die reden het buitenpoorterschap in te perken, voor het eerst in 1195, maar ook in de 14e en 15e eeuw, met name in Gent.